# Pedeapsa cu moartea în Rusia
Pedeapsa cu moartea în Federația Rusă este o pedeapsă legală, însă nefolosită datorită unui moratoriu. Ultima sentință cu moartea pusă în aplicare în Rusia a fost cea a lui Serghei Golovkin la 2 august 1996. În același an, Președintele Rusiei, Boris Elțîn, a impus moratoriul care se află în funcție până în prezent, fiind implementat ulterior și de Curtea Constituțională a Rusiei în 1999, republicat în 2009.